# Valeri Jardi
Valeri Jardi (Tsjeboksary, 18 januari 1948 - Tsjeboksary, 1 augustus 1994), was een wielrenner uit de Sovjet-Unie .
Jardi won tijdens de Olympische Zomerspelen 1972 samen met zijn ploeggenoten de gouden medaille op de 100 kilometer ploegentijdrit.

## Resultaten op kampioenschappen
| Jaar | WK             | Olympische Zomerspelen              |
| ---- | -------------- | ----------------------------------- |
| 1968 |                | 17e wegwedstrijd 9de ploegentijdrit |
| 1970 | ploegentijdrit |                                     |
| 1972 |                | ploegentijdrit                      |

1960: Trapè, Bailetti, Cogliati, Fornoni ·
1964: Zoet, Dolman, Karstens, Pieterse ·
1968: Zoetemelk, Den Hertog, Krekels, Pijnen ·
1972: Jardi, Komnatov, Lichatsjov, Sjoekov ·
1976: Tsjoekanov, Tsjaplygin, Kaminski, Pikkuus ·
1980: Kasjirin, Logvin, Sjelpakov, Jarkin ·
1984: Bartalini, Giovannetti, Poli, Vandelli ·
1988: Ampler, Kummer, Landsmann, Schur ·
1992: Dittert, Meyer, Peschel, Rich